# Pieni-Karkeinen
Pieni-Karkeinen är en ö i Finland. Den ligger i sjön Vuotjärvi och i kommunen Kuopio (tidigare Juankoski) i den ekonomiska regionen  Nordöstra Savolax ekonomiska region  och landskapet Norra Savolax, i den centrala delen av landet, 400 km nordost om huvudstaden Helsingfors. Öns area är 29,9 hektar och dess största längd är 0,8 kilometer i sydväst-nordöstlig riktning.